# Крах на Уолстрийт (1929)
Крахът на Уолстрийт от 1929 представлява рязък спад на цените на акциите, търгувани на Нюйоркската фондова борса (NYSE), най-големият фондов пазар в света, от 24 октомври до 29 октомври 1929 г. Той слага начало на Голямата депресия, най-голямата икономическа криза на 20 век.
„Черният четвъртък“ (24 октомври), „черният понеделник“ (28 октомври) и „черният вторник“ (29 октомври) са дните на най-голям срив.

## Предпоставки
След Първата световна война Европа излиза изтощена без достатъчно собствено производство, което допринася за годините на невероятен икономически ръст за САЩ, наречени „Бурните Двадесет“. По това време Ню Йорк се превръща в голяма метрополия, а Нюйоркската фондова борса (NYSE) в най-големия фондов пазар в света. Когато Европа се възстановява и намалява драстично количеството на вносни американски стоки, това води до свръхпроизводство в САЩ. Системата за кредитиране и ниските данъци довеждат до спекулативен бум на борсата и милиони американци инвестират в акции, като много от тях теглят кредит от банките. Цените на акциите постоянно растат, но това не отразява реалното състояние на компаниите и се създава икономически балон.

## Крах
В четвъртък, 24 октомври 1929 г., когато индексът Дау Джонс е 381,17, мехурът се пука и започва паническа продажба на акции на борсата. В този ден инвеститорите продават 12,9 млн. ценни книжа в опита си да се освободят от тях преди съвсем да се обезценят. Индексът Дау Джонс губи 11 % от стойността си. В последвалите дни са продадени още около 30 млн. акции и цените се сгромолясват, а милиони инвеститори са разорени. За една седмица борсова паника пазарът намалява общо с 40 %, а като стойност губи 30 милиарда долара – повече от разходите на правителството през Първата световна война.
Банките, които по-рано охотно финансират покупката на акции с кредити не са в състояние да върнат дълговете си и обявяват банкрут. В същото време предприятията се лишават от възможността да ползват кредити и затварят, предизвиквайки ръст на безработицата.

## Последствия
Борсовият крах от 1929 г. оказва разрушително влияние върху икономиката и става основна причина за Голямата депресия.
Една от последиците на борсовия крах за фондовия пазар на САЩ е създаването през 1934 г. на регулиращ орган – Комисия по ценните книжа и борсите, който разработва норми и правила, призвани да предотвратят подобни сривове. Сред мерките са:
- Забранена е покупката на акции без достатъчно налични средства.
- Въведена е задължителна регистрация на фондовите борси и брокерите.
- Формулирани са правила за сделки чрез пълномощник.
- Комисията изисква от търгуваните на открития борсов пазар компании да разкриват значимата бизнес информация [1], стр.25

Борсовият крах от 1929 г. служи за урок на финансовите среди и след него на много фондови борси практикуват спиране на търговията при прекалено бърз спад в котировките. Благодарение на това последствията от борсови крах през 1987 г. например са значително по-леки.
Причините за кризата лежат във високата степен на либерализация на международния пазар, както и в крайната форма на американския либерализъм по онова време.